# Ellis Clarke
Ellis Clarke, né le 28 décembre 1917 à Port-d'Espagne et mort le 30 décembre 2010 à Maraval, est un magistrat et un homme d'État trinidadien. Il est le deuxième gouverneur général et le premier président de la République de Trinité-et-Tobago. Il est l'un des principaux acteurs de l'indépendance du pays en 1962.

## Biographie

### Jeunesse
Clarke étudie au Saint Mary's College, remportant une bourse d'études en mathématiques en 1938, il étudie ensuite à la University College de Londres où il décroche un Bachelor of Laws avant de s'inscrire au barreau de Gray's Inn. 
En 1952, il épouse Ermyntrude Hagley (1921-2002), avec laquelle il a trois enfants : Peter Clarke, marié à Suzanne Traboulay, une ancienne reine de beauté, Margaret-Ann, mariée à Gordon Fisken d'Édimbourg et Richard, qui est mort jeune enfant.

### Carrière professionnelle
Il retourne à Port-d'Espagne en 1941 et exerce dans le secteur privé. Il est solliciteur général à partir de 1954 à 1956, secrétaire colonial adjoint de 1956 à 1957 et procureur général de 1957 à 1962. Après l'indépendance en 1962, il est en poste comme ambassadeur auprès des États-Unis, du Canada et du Mexique, et représentant permanent auprès des Nations unies à New York.

### Gouverneur général puis président
En 1972, il succède à Sir Salomon Hochoy comme gouverneur général. Lorsque Trinité-et-Tobago devient une république le 1er août 1976, Clarke devient le premier président de Trinité-et-Tobago en vertu d'une disposition transitoire de la Constitution avant d'être élu à l'unanimité le 24 septembre suivant par le collège électoral qui comprend les élus membres des deux chambres du Parlement. Il est réélu en 1981. Les désaccords avec l'Alliance nationale pour la reconstruction le poussent à ne pas briguer un troisième mandat en 1987. Il est remplacé par Noor Hassanali en 1987.

### Retraite et mort
En 1993, Ellis Clarke est l'un des six experts invités à soumettre des rapports à l'Australie détaillant l'expérience de son pays du passage d'une monarchie constitutionnelle à une république.
Le 24 novembre 2010, Clarke est victime d'une hémorragie cérébrale massive. Il meurt le 30 décembre suivant, deux jours après son 93e anniversaire.

## Distinctions
Ellis Clarke est nommé compagnon de Saint-Michel et Saint-Georges par la reine Élisabeth II en 1960 et chevalier grand-croix de cet ordre en 1972. Bien qu'il cesse d'utiliser le titre de Sir quand le pays devient une république, il reprend son titre après sa présidence et est alors généralement dénommé comme « l'ancien président, Sir Ellis Clarke ou Sir Ellis ».